# Staatsbosbeheer
Der Staatsbosbeheer (SBB) (deutsch staatliche Forstbehörde) ist der größte Forst- und Naturverwalter in den Niederlanden.

## Organisation und Geschichte
Der 1899 gegründete Staatsbosbeheer hat seit 2016 den Hauptsitz in Amersfoort und ist eine unabhängige Regierungsorganisation. Sie hat 1400 Mitarbeiter und arbeitet darüber hinaus mit 8500 freiwilligen Helfern. Staatsbosbeheer verwaltet dabei 271.000 Hektar Wald, Natur und Landschaft. Ein Großteil der Naturschutzgebiete wird vom Staatsbosbeheer verwaltet. 

## Leiter des Staatsbosbeheer seit 1998
| Vorsitzende   | Vorsitzende                 | Periode                            |
| ------------- | --------------------------- | ---------------------------------- |
| Hans Wiegel   | Hans Wiegel (1941–2025)     | 1. Januar 1998 – 31. Dezember 2007 |
| Elco Brinkman | Elco Brinkman (* 1948)      | 1. Januar 2008 – 31. März 2010     |
|               | Inge Brakman (* 1961)       | 1. April 2010 – 31. Dezember 2017  |
|               | Charlotte Insinger (* 1965) | seit 1. Januar 2018                |